# 후평동층
후평동층(後坪洞層, Hupyeongdong Formation)은 대한민국 경상 분지 의성소분지 내 경상 누층군 하양층군의 중생대 백악기 퇴적암 지층이다. 일직층 상부의 지층으로, 대구광역시 군위군 부계면에서 경상북도 의성군 우보면과 의성읍, 단촌면을 지나 안동 단층 남쪽 안동시까지 분포한다. 후평동층은 군위~의성 지역에서 구미동층원(Hupyeongdong Formation lower Gumidong member, 龜尾洞層員)과 상부의 구계동층원(Hupyeongdong Formation upper Gugyedong member, 龜溪洞層員)으로 구분된다.

## 연구
후평동층은 호수 수위가 시기별로 상승 또는 하강하는 호수환경에서 비교적 느리게 퇴적된 지층으로 해석된다. 후평동층 구미동층원에서 산출된 방산충 화석을 포함하는 처트편(片; 조각)들은 일본 남서부의 미노-탐바대(≈지치부 대)의 쥐라기 부가체에서 기원한 것으로 보고되었다.

## 지역별 지질과 노두

### 경상북도안동시와청송군

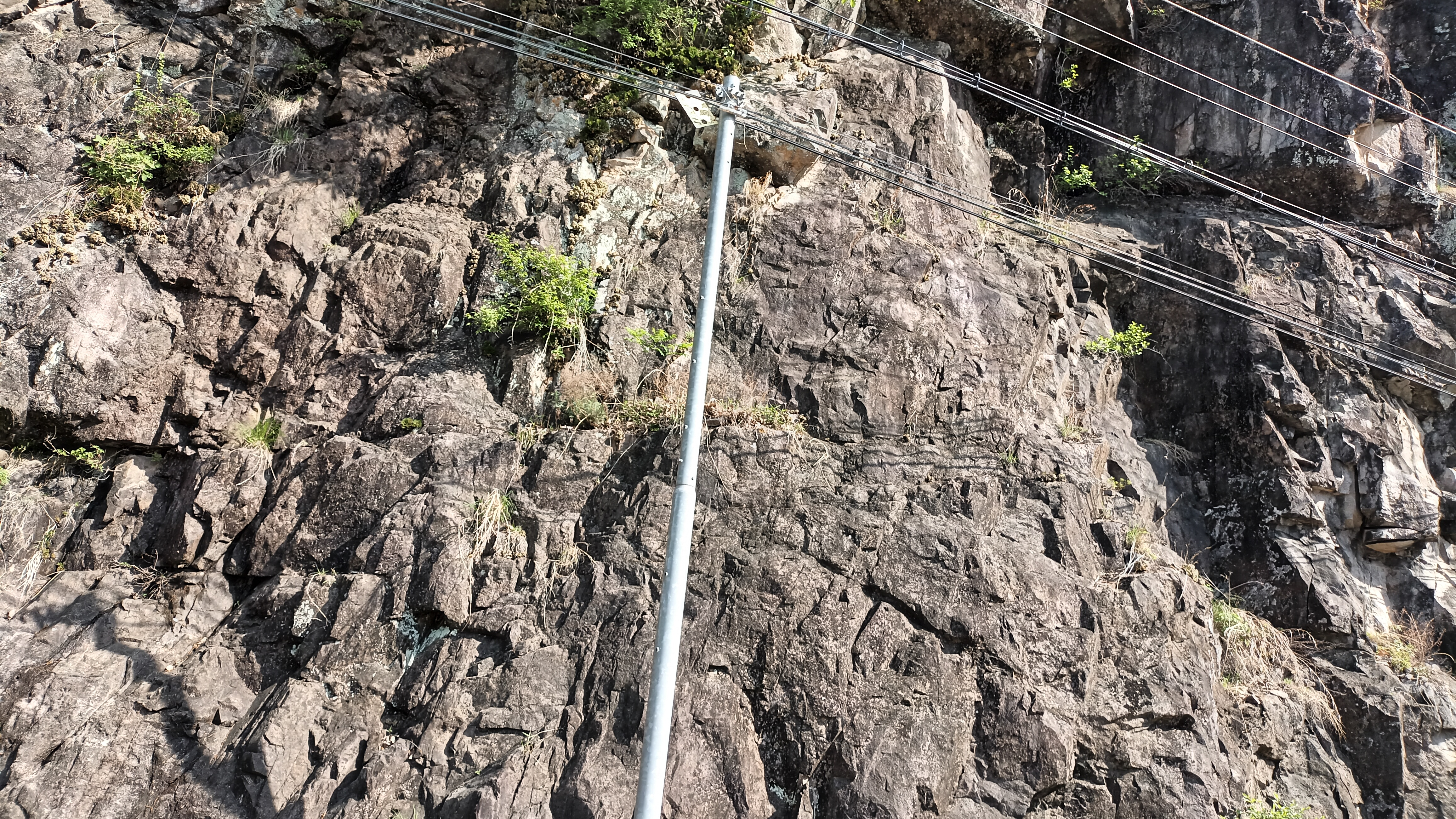
청송군 안덕면 지소리 지방도 제930호선 도로변의 후평동층 구계동층원

안동 지질도폭(1988)에 의하면 후평동층은 자색 내지 암녹회색 실트스톤과 세립~조립의 담갈색 알코스질사암 및 역암, 사암 등이 호층을 형성한다. 알코스질사암은 때로는 함력사암을 이루기도 한다. 후평동층의 최하부는 잡색(雜色)역암이며 일직층과 경계를 이루기도 한다. 후평동층은 남선면 남서부에서 주향 동-서 내지 북서 50~60°에 경사 북동 20°정도이나 안동 단층 가까이 일직층과 접하는 곳에서는 경사가 북동 50°까지 급격히 올라간다. 남후면 단호리와 하아리에서 본층은 북서 40°의 주향과 북동 10~15°의 경사를 보이나 일직층과 접하는 곳에서는 예외 없이 급경사를 이룬다. 지층의 두께는 300~400 m 정도이며 상하부 지층들과는 모두 정합적으로 접하고 있다.

### 경상북도의성군
의성 지질도폭(1976)에 의하면 후평동층은 하부의 잡색각력암층과 상부의 실트스톤 및 알코스질사암의 호층대로 구분된다. 실트스톤과 알코스질사암 호층대의 구성 암석은 자색 내지 암녹회색 실트스톤과 세립~조립의 담갈색 알코스질사암이다. 곳에 따라 황철석 결정을 포함한 실트스톤과 역질사암의 분포를 볼 수 있다. 지층의 두께는 약 400 m이며 하부의 일직층과는 하부의 잡색역암층(구미동층원)을 경계로 정합 관계이다. 단촌면 이남에서는 북동 10~20°의 주향과 남동 10~15°의 경사인 동사(同斜)구조를 갖고 있으나 이북으로 감에 따라 주향은 북동 20°에서 40~50°, 북단부에서는 북서 10~20°로 변한다. 지층에는 연흔 구조가 나타난다.
천지 지질도폭(1978)에서 후평동층은 하부 구미동층원과 상부 구계동층원으로 구분된다. 하부 구미동층원은 일반적으로 자색(赭色) 셰일, 사암 및 잡색(雑色) 역암층으로 구성되며 아각 내지 아원형 처트 및 화산암력을 함유하는 자색(赭色)역암층 수 매를 협재하는 층원이다. 상부 구계동층원은 자색(赭色) 또는 회적색(Grayish red, 5 R 4/2) 니질암과 백색 내지 담(자)색 중립 내지 세립사암의 호층이며 가끔 녹회색 니질암 또는 세립사암이 협재된다. 기저부에 백색 조립사암이 놓이며 상부로 갈수록 대체로 세립화된다. 본 층 상부에 녹색조립 응회암층이 분포한다. 도폭 내에서 후평동층은 전체적으로 청송군 안덕면에서 넘어와 길안면 묵계리에서 천지리, 현하리 또는 임하면 고곡리 북동부까지 이어져 분포한다. 지층의 두께는 100~650 m이다.
의성군 옥계면 신계리(북위 36° 25′ 11.95″ 동경 128° 49′ 10.82″ / 북위 36.4199861°  동경 128.8196722° )의 당진영덕고속도로 건설 현장 절개사면에서 2 m 이내 폭의 단층손상대를 가지는 20여 매 이상의 서북서 방향 단층들이 후평동층과 점곡층의 회백색 사암 내지 자색 이암을 절단하고 있는 양상이 확인된다. 단층면에서 확인되는 운동 감각은 좌수향, 우수향 주향 이동이다.
천지도폭 지역인 안동시 길안면 구수리(북위 36° 27′ 34.80″ 동경 128° 55′ 58.18″ / 북위 36.4596667°  동경 128.9328278° )에서 확인되는 단층의 노두는 주향 북서 77°/경사 북동 60°의 자세를 가지며, 후평동층의 적색 이암을 절단하고 있다. 국도 제5호선 의성읍-단촌면 구간의 절개사면에는 아래 사진과 같이 후평동층의 노두가 드러나 있다.
의성군 단촌면-의성읍 지역 국도 제5호선 절개사면에 드러난 후평동층의 노두
- 단촌면 방하리, 국도 제5호선 의성휴게소 절개사면
북위 36° 23′ 36.8″ 동경 128° 40′ 42.2″ / 북위 36.393556°  동경 128.678389°
- 의성읍 업리, 국도 제5호선 도로변
- 의성읍 업리, 국도 제5호선 도로변

### 대구광역시군위군
군위 지질도폭(1980)에서 후평동층은 하부 구미동층원과 상부 구계동층원으로 구분된다. 하부 구미동층원은 잡색(雑色)역암층을 협재함이 특징인데 역암을 가지지 않는 지층들 사이에 놓이므로 구별된다. 구미동층원과 일직층 상부에는 응회암질 적색 미사(微砂)질 셰일이 많아 야외에서 본 층원의 식별이 용이하다. 본 층원은 사암, 적색미사질 셰일 및 자색(赭色)처트역 역암으로 구성되며 두께는 40~50 m이다. 상부 구계동층원은 조립 내지 세립사암, 미사(微砂)암 및 미사질 셰일로 구성되며 셰일은 흔히 자색(赭色)을 띤다. 하부에는 사암이 우세하고 그 위에는 자색(赭色) 셰일이 우세하며 녹회색(pale olive) 셰일도 섞여있다. 구미동층원 하한에서 약 60 m 상위에 석회질력이 대부분인 하도역암층이 산출되며 의성군 금성면 탑리 남서방 1.5 km 옹기도마고개 도로변에서 공룡지골 화석이 이 역암층 중에서 발견되었다.
대율 지질도폭(1980)에서 후평동층은 하부 구미동층원과 상부 구계동층원으로 구분된다. 두께 150 m의 하부 구미동층원은 역암보다는 사암과 실트스톤이 우세하고 불연속적으로 역암이 협재된다. 본 층원에서 소위 잡색 각력암층은 우보면 모산리 북부-미성리-의흥면 이지리 지역에 두께 1~1.5 m, 층준상 60~70 m 간격으로 2매가 나타난다. 이들은 의흥면 이지리 서편 산정부 가까이까지 이어지나 더 이상 연속되지 않고 이 부근에서 첨멸하여 중앙선 철로변에는 나타나지 않는다. 그러나 이들 각력암과 암께 협재 내지 교호되어 나타나는 조립사암 또는 역암은 중앙선 철도연변까지 계속 나타난다. 이들 조립사암 또는 역암은 우보면 문덕리 계곡을 따라 이어지는데 부계면 창평리 산정부 부근에서 1 m 내외의 잡색각력암층 1매가 확인되었으나 연속성은 없다. 신녕 단층을 지나 부계면 가호리-산성면 백학리 경계 산정부 가까이서 다시 1.5 m 정도의 잡색각력암층 1매가 확인되었다. 상부 구계동층원은 점곡층과는 적색 실트스톤이 우세하다는 점에서 구별된다. 본 층원에는 적색 실트스톤 외에 층리가 발달한 회색 또는 암회색 실트스톤과 사질셰일, 그리고 담녹색 이암이 협재된다. 본 층원 중 화석은 거의 없고 산성면 화본리 서측의 회색 이암중에서 식물 화석조각이 약간 나타날 뿐이다. 본 층원의 두께는 의흥면 이지리와 산성면 화본리에서는 350 m 내외로 추정되나 남하할수록 첨멸하여 군위군 산성면 백학리 서측에서는 170 m 내외로 나타난다. 남쪽의 팔공산 화강암에 의해 끊어진다.
| 지질도폭 | 구성 암석 | 산출 화석 | 두께 (m) |
| -------- | --- | --------- | -------- |
| 안동     | 자색 내지 암녹회색 실트스톤과 세립~조립 담갈색 알코스질사암 및 역암, 사암 등의 호층 | -         | 300~400  |
| 의성     | 암녹회색 실트스톤과 세립~조립의 담갈색 알코스질사암, 잡색각력암 | -         | 400      |
| 천지     | (상부 구계동층원) 자색 또는 회적색 니질암, 백색 내지 담(자)색 중립/세립사암의 호층, 녹회색 니질암 또는 세립사암이 협재 (하부 구미동층원) 자색 셰일, 사암 및 잡색 역암층, 자색역암층 협재 | -         | 100~650  |
| 군위     | (상부 구계동층원) 조립/세립사암, 미사암 및 미사질 자색셰일 (하부 구미동층원) 사암, 적색미사질 셰일 및 자색처트역 역암, 자색역암층 협재                                                   | -         | 40~50    |
| 대율     | (상부 구계동층원) 자색 녹색 회색실트스톤 알코스사암 (하부 구미동층원) 사암과 실트스톤, 역암 협재                                                                                         | -         | 150      |

## 같이 보기
- 경상 누층군
- 일직층
- 점곡층
- 사곡층
- 안동시의 지질
- 의성군의 지질
- 청송군의 지질